# Gatustridsvapen

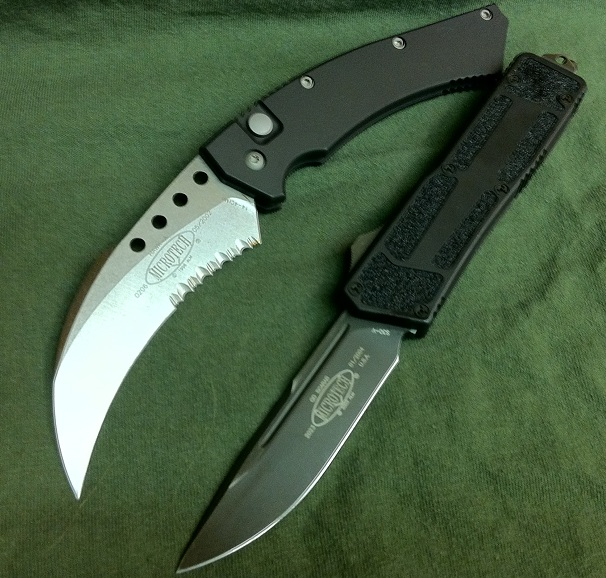
Knivar klassas sedan juni 1988 som gatustridsvapen i Sverige.

Ett gatustridsvapen är ett vapen som oftast används i våldsamma bråk på allmänna platser. Knivar och knogjärn är exempel på gatustridsvapen, men även basebollträn.
Flera gatustridsvapen förbjöds att bäras på allmänna platser som gator och torg i Sverige den 1 juni 1988, i samband med att Sverige skärpte knivförbudet på offentliga tillställningar, efter ett lagförslag utarbetat av Leif G.W. Persson som menade att kniven var det mest använda vapnet vid mord.